# Gulden austro-węgierski
Złoty reński (floren, gulden) – srebrna moneta Cesarstwa Austriackiego, a następnie Austro-Węgier, ważąca 12,34 grama (próba srebra 900). Na monetach nominał oznaczany był skrótem „Fl.” (a w języku polskim skrótem „złr”).
Od 1892 zastępowany przez koronę austro-węgierską.

## System monetarny Austrii do 1857 r.
- 1 talar = 2 złote reńskie
- 1 złoty reński = 60 krajcarów (kreuzer)
- 1 krajcar = 4 fenigi = 8 halerzy

## System monetarny Austrii i Austro-Węgier w latach 1857–1892
- 1 talar = 1,5 złotego reńskiego
- 1 złoty reński = 100 krajcarów

Od 1868 r. odpowiednikiem złotego reńskiego w krajach korony św. Stefana (Węgry) był forint, równy 100 krajcarom.
Monety bito w następujących nominałach: 
- miedziane 1/4, 5/10, 1, 4 krajcary
- srebrne 1 i 2 talary, 1 złoty reński, 1/4 złotego reńskiego, 20 krajcarów i 10 krajcarów
- złote o nominałach "4 Fl. - 10 Fr." i "8 Fl. - 20 Fr." (złote reńskie jako równowartość franków) oraz 1 dukat i 4 dukaty